# Province de Candarave
La province de Candarave (en espagnol : Provincia de Candarave) est l'une des quatre provinces de la région de Tacna, dans le sud du Pérou. Son chef-lieu est la ville de Candarave.

## Géographie
La province couvre une superficie de 2 261,1 km2. Elle est limitée par la province de Mariscal Nieto (région de Moquegua) au nord,  la province d'El Collao (région de Puno) à l'est, la province de Tarata au sud et la province de Jorge Basadre à l'ouest.

## Population
La population de la province était estimée à 8 373 habitants en 2007.

## Subdivisions
La province est divisée en six districts :
- Cairani
- Candarave
- Camilaca
- Curibaya
- Huanuara
- Quilahuani